# Корсен, Андре-Филипп
Андре Филипп Корсен (фр. André-Philippe Corsin; 31 августа 1771, Пьоленк — 18 июня 1854, там же) — французский военачальник эпохи Наполеоновских войн, генерал-лейтенант (1823).

## Начало службы
В 1789 году, 17-летний Корсен записался солдатом в Першский пехотный полк. Благодаря революции Корсену не пришлось долго служить в солдатах — в 1796 году он уже капитан. К этому времени за спиной у Корсена было уже несколько лет упорных боёв в составе Мозельской и Самбро-Мааской армий и два ранения — взрывом снаряда в ходе небольшого боя, а затем выстрелом в ногу в сражении при Флерюсе. В 1796 году капитан Корсен был назначен в состав Ирландской экспедиции генерала Гоша, и разместился на судне «Шарлотта», однако высадке помешала непогода — шторм разметал французские корабли.
С 1798 Корсен служит в Италии, после 1800 — на Рейне. Повышенный в 1806 году в чине до командира батальона, Корсен с 12-м полком лёгкой пехоты сделал кампанию в Пруссии и Польше в 1806-07 годах. За отличие в битве при Прейсиш-Эйлау был награждён орденом Почётного легиона.

## Пруссия и Испания
Затем Корсен был послан к французским войскам, осаждавшим прусский город Данциг. В ходе осады 8 000 российских солдат генерала Каменского высадились с моря, чтоб попытаться деблокировать город. В отражении этой атаки принял активное участие батальон Корсена. Десант был отбит, российские войска понесли потери, а Корсен, по представлению маршала Лефевра, был повышен в чине до полковника.
Во время одной из атак на городские стены Корсен отличился снова, когда его батальон был контратакован двумя батальонами прусских гренадер, но блестяще выдержал контратаку. Сам Корсен при этом был ранен в руку. За этот подвиг Наполеон даровал Корсену титул барона Империи, дававший к тому же 4 000 франков ежегодной ренты, и присвоил ему офицерскую степень ордена Почётного легиона.
С 1808 по 1811 год Корсен сражался в Испании во главе 4-го полка лёгкой пехоты. Он отличился в битве при Бургосе и битве при Ла-Корунье (ранен). Во время похода маршала Сульта в Португалию, Корсен отличился при штурме города Порту (также ранен), за что был произведён в бригадные генералы. Позже он был ранен в битве при Виллафранке в провинции Галисия, и командующий французской армией на севере Испании генерал Дорсенн отметил его заслуги в своём докладе.

## Поход в Россию и плен
В 1812 году генерал Корсен был направлен с подкреплениями, состоявшими из ветеранов войны в Испании, к армии, собранной для похода на Россию. Подкрепление влилось в состав армии в Пруссии, после чего Корсен был назначен комендантом Пиллау. В сентябре Корсен прибыл в 1-й армейский корпус маршала Даву, по всей видимости, для замещения в должности кого-то из выбывших из строя генералов. Когда началось отступление Наполеона из России, Корсен разделил все тяготы этого похода. В ноябре он был взят в плен недалеко от местечка Бабиновичи (под городом Орша) кавалерийским партизанским отрядом князя Сергея Волконского.
В мемуарах Волконского это описано так

Ко мне (в Бабиновичи) является еврей и извещает, что на панском дворе (то есть в усадьбе местного помещика-поляка) верстах в трёх или четырёх ночует французский генерал с незначительной при нём свитой и неохранённый отрядом. Я, по малом отдохновении своего отряда, велел сесть на коней и рассчитал так, чтобы к панскому двору прийти в глубокую ночь. Не доходя панского двора, сделал распоряжение казачьему сотнику Врублевскому назначить 50 удальцов-казаков и, когда дам знать, внезапно окружить панский двор и захватить всех спящих. Врублевский распорядился отлично, тихо окружил панский двор, также тихо вошел в него, застал генерала Корсена, двух его адъютантов и четверых конвойных спящими, захватил все их пожитки, чего казаки никогда не забывают, и дал мне знать об успехе.

Прибыв обратно в Бабиновичи, и приютив у себя на квартире пленного генерала и его адъютантов, я старался обращением моим утешить их в случившийся с ними беде. В течение нашего разговора генерал Корсен выразил мне своё горе, что в числе взятых у него казаками вещей была карманная книжка с портретом его жены. Я ему отвечал, что надеюсь, что успею возвратить ему её. И, призвав Врублевского, сказал ему «Вы знаете, что я не касаюсь добычи вашей, но книжка с портретом не имеет ценности, я желаю возвратить её пленному генералу и надеюсь, что вы отыщите оный и тем дадите мне возможность сделать приятное пленному, который тужит, что в плену будет лишен портрета своей жены». Через несколько минут Врублевский приносит мне портрет и я его передал генералу, обрадованному возвращением оного. Но эта моя учтивость породила в нём мысль просить о возврате захваченных при нём нескольких сот наполеонодоров. Но на это уже от меня ему был отказ, я обьяснил ему, что не могу отобрать у казаков ценности, взятые с бою.— Записки Сергея Григорьевича Волконского (декабриста), с послесловием издателя князя М.С. Волконского. Второе издание.  С-Пб, Синодальная типография, 1902 год, стр. 210-211.
В плену бригадный генерал Корсен проживал в городе Саратове, вернулся во Францию в 1814 году.

## Сто дней
По возвращении во Францию, Корсен получил от Бурбонов орден Святого Людовика и был назначен комендантом крепости и округа Антиб. В начале Ста дней, Наполеон, покинувший остров Эльба, высадился на юге Франции с небольшим отрядом в бухте Жуан, недалеко от Антиба. Однако генерал Корсен отказался открыть ворота крепости офицерам, присланным Наполеоном, и арестовал их. Когда же всего несколькими днями спустя Наполеон вступил в Париж, Корсен прибыл чтобы поступить к нему на службу. Он был назначен командиром пехотной бригады в дивизии Лефоля корпуса Вандама с которой сражался в битве при Линьи, где под ним были убиты две лошади.

## Дальнейшая жизнь

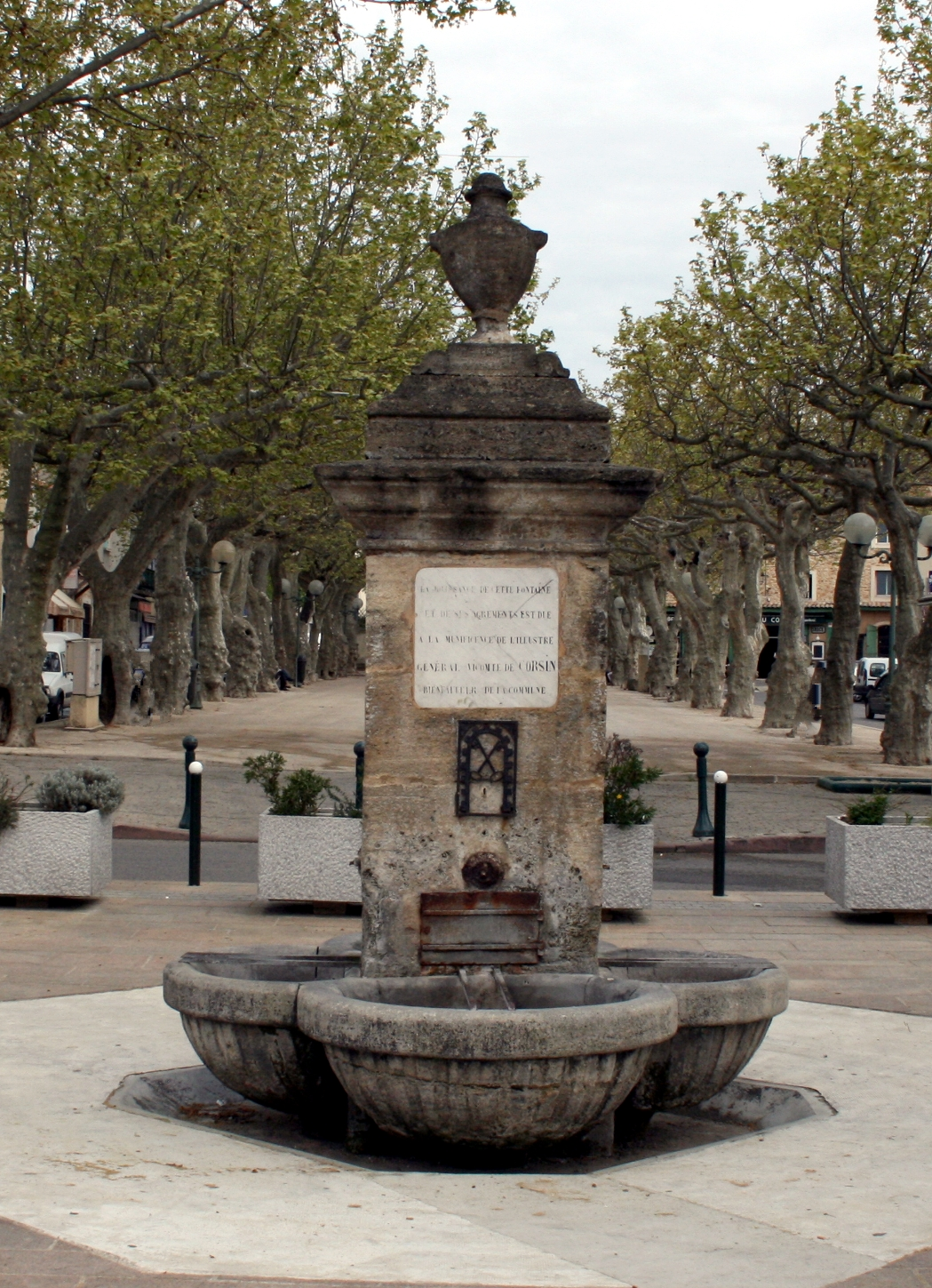
Водоразборный фонтант, построенный на средства генерала Корсена. Пьоленк.

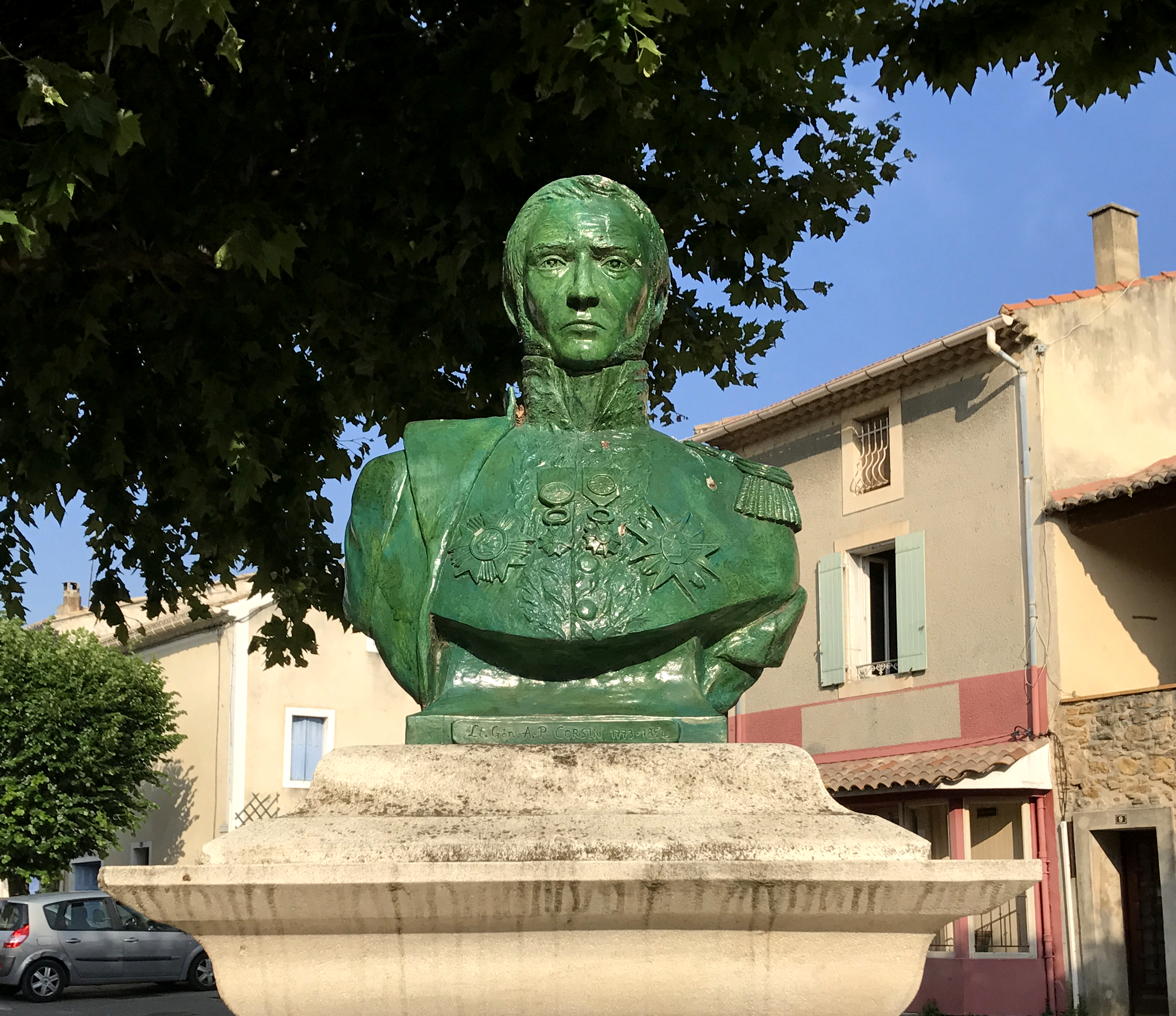
Бюст генерала Корсена. Пьоленк.

В 1816 году генерал Корсен был назначен руководить департаментом Воклюз. Великий офицер ордена Почётного легиона (1821). Виконт (1822). В 1823 году Корсен был произведён в генерал-лейтенанты, и назначен в состав армии, предназначенной для интервенции в Испанию. За участие в сражениях был награждён испанским королём орденом Сан-Фернандо 4-го класса.
После выхода в отставку в 1830-е годы, генерал-лейтенант виконт Корсен проживал на юге Франции, в Провансе в своем родном городе Пьоленк. Там он поддерживал такие проекты, как постройка школы, проведение водопровода и строительство водоразборных фонтанов. Эти фонтаны сохранились до наших дней, кроме того, в городе стоит бюст генералу Корсену.

## Награды
Легионер ордена Почётного легиона (8 апреля 1807 года)
 Офицер ордена Почётного легиона (28 июня 1808 года)
 Коммандан ордена Почётного легиона (12 ноября 1808 года)
 Великий офицер ордена Почётного легиона (1 мая 1821 года)
 Кавалер военного ордена Святого Людовика (24 августа 1814 года)
 Военный орден Сан-Фернандо 4-го класса (4 декабря 1824 года).